# Roberta Avendaño
Roberta Avendaño Martínez "La Tita" (1940-1999) fue una activista y profesora mexicana que tuvo un papel de liderazgo en el Movimiento de 1968 en México.

## Biografía
Avendaño se graduó como profesora normalista y obtuvo la licenciatura en derecho en la Facultad de Derecho de la Universidad Nacional Autónoma de México. En ese sitio fue activista estudiantil, formando parte desde 1958 de distintos movimientos sociales como el de normalistas en 1960 y los movimientos que en 1966 lograron la renuncia del entonces rector Ignacio Chávez.
Para 1968 en el surgimiento del movimiento de ese año fue elegida en la asamblea de su facultad como representante ante el Consejo Nacional de Huelga. Durante esa época recibió actos de discriminación y descalificaciones machistas por encabezar asambleas y actos masivos siendo una de las mujeres líderes visibles del movimiento de 1968 junto a su amiga Ana Ignacia Rodríguez "La Nacha". Por esa razón tras la ocupación de la Ciudad Universitaria de la UNAM por el Ejército Mexicano, Avendaño renunció a la delegación de su facultad aunque rectificó tras más compañeros pedir su vuelta. La popularidad de Avendaño entre sus compañeros llevó a que le compusieran corridos y canciones entre ellos una versión del corrido La Adelita:

Que si la Tita se fuera de Leyes

los leguleyos le irían a llorar

Ay mi Tita por Dios te lo pido

que de Leyes no te vayas de olvidar.
Autor anónimo

Avendaño se encontraba con Ana Ignacia Rodríguez en la Plaza de las Tres Culturas el 2 de octubre de 1968 logrando sobrevivir ambas a la masacre hecha por el gobierno de México. Fue detenida en enero de 1969 y hecha presa política en el Centro Femenil de Reinserción Social Santa Martha Acatitla compartiendo celda con su amiga. Fue acusada injustamente de diez delitos y condenada a dieciséis años de prisión. Durante ese periodo continuó trabajando como abogada para los procesos de sus compañeros. El machismo y la violencia de género hacia Avendaño continuó incluso en el periodo que permaneció en prisión junto a La Nacha Rodríguez y a Adela Salazar, dirigente del Comité de Padres de Familia que apoyó el movimiento. Tales conductas se manifestaron en abusos, maltratos y castigos como la negación de la visita de sus padres y permanecer dos años, a diferencia del resto de sus compañeros varones que salieron antes de manera intermitente. Fue liberada tras desistirse las autoridades de los cargos imputados el 24 de enero de 1971. Posteriormente ejerció como abogada para el proceso de su esposo Roberto García Pérez, quien fue encarcelado tras ser vinculado con la Liga Comunista 23 de septiembre.
Avendaño fue profesora por varios años en el Colegio de Ciencias y Humanidades plantel Oriente, posteriormente se mudó a Colima. Murió el 9 de agosto de 1999 en Guadalajara.

## Obra
- Testimonios de la cárcel. De la libertad y el encierro (1998)